# Vivarium Inc.
Vivarium Inc. o semplicemente Vivarium, è un'azienda operante nello sviluppo di videogiochi fondata nel 1996 con sede legale a Tokyo dal presidente della società Yoot Saito.
L'azienda è considerata una pioniera nel campo dei videogiochi che utilizzano il riconoscimento vocale, come ad esempio il loro gioco più famoso: Seaman, uscito nel 1998 per il Dreamcast.
La Vivarium ha inoltre sviluppato un gioco di flipper chiamato Odama per il GameCube.
Nel 2012 la società ha rilasciato il titolo Aero Porter, un gioco di simulazione facente parte della serie di Guild01 per il Nintendo 3DS.

## Storia
Inizialmente, il fondatore della Vivarium Yoot Saito nel 1993 creò la OPeNBooK Co., Ltd, e nel 1996 lo stesso presidente fondò quella che ai giorni nostri sarebbe diventata la attuale Vivarium.
Nell'ottobre dello stesso anno, la 9003 acquisì la OPeNBooK Co., Ltd, creando la OPeNBooK9003, così il presidente della seconda azienda si ritirò per dedicarsi alla sua seconda attività da lui fondata, ovvero la Vivarium.
Nel 2000, Il personale presente dalla sua creazione all'interno di OPeNBooK9003 lasciarono l'azienda e fondarono la OpenBook questa nuova società ha tenuto il diritto per SimTower.
Il problema fu che la OPeNBooK9003 aveva in mano i diritti per  Aquazone: Desktop Life e Pina: Desktop Life, Di conseguenza la OPeNBooK9003 annuncio il 31 marzo del 2003 che il sequel del gioco The Tower II dovesse venire annullato in seguito dalla fine della produzione e della vendita di AZ-Shop e AZ-SHOP ONLINE il 3 aprile del 2000.
Il 1 luglio del 2000, la OPeNBooK9003 cambio nome in Cinomix, inc.
Nel 2004 la Vivarium si fuse con la OpenBook e venne creata la Vivarium.Inc.

## Giochi sviluppati con il nome OPeNBooK
- Sim Tower: The Vertical Empire (1994), PC

## Giochi sviluppati con il nome OPeNBooK9003
- Yoot Tower (1998), PC

## Giochi sviluppati con il nome VIVARIUM
- Seaman (1999) Sega Dreamcast - PlayStation 2
- The Tower SP (2006) GBA
- Odama (2006) Nintendo GameCube
- Seaman 2 (2007) PlayStation 2
- The Tower DS (2008) CNintendo DS
- Guild01 / Aero Porter (2012) Nintendo 3DS